# ニコラウス・フォン・ジャカン

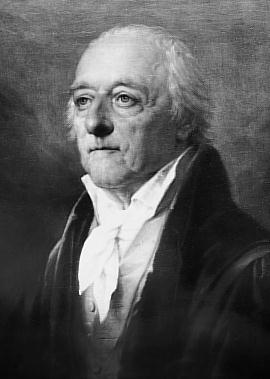
ニコラウス・フォン・ジャカンの肖像画

ニコラウス・フォン・ジャカン（Nikolaus Joseph Freiherr von Jacquin または Baron Nikolaus von Jacquin、1727年2月16日 - 1817年10月26日）は、シェムニッツ（バンスカー・シュチャヴニツァ）の学校やウィーン大学の植物学教授になった植物学者である。

## 生涯
オランダ共和国のライデンに生まれた。ライデン大学で医学を学んだがその後、パリそしてウィーンに移り住んだ。1755年から1759年にかけてウィーンのシェーンブルン宮殿に動物園を造った神聖ローマ皇帝、フランツ1世によって、珍しい動物、植物、鉱物の採集のために、西インド諸島や中央アメリカに派遣された。1763年にシェムニッツ（現在のバンスカー・シュチャヴニツァ）の学校の化学と鉱物学の教授に任じられ、1768年にはウィーン大学の化学と植物学の教授に任じられ、ウィーン大学植物園の園長を務めた。これらの業績から1774年に爵位を受け、1783年にスウェーデン王立科学アカデミーの外国人会員に任じられた。1788に王立協会フェロー選出。1806年に公爵となった。
ジャカンの子供のエミル・ゴットフリートと、フランツィスカは、モーツァルトの友人として知られる。モーツァルトは、ゴットフリートの名前で発表された2つの曲を作曲し、フランツィスカのピアノのレッスンを行った。モーツァルトの作品のいくつかはジャカン家で初めて演奏された。
また別の息子のヨーゼフ・フランツ・フォン・ジャカンはニコラウスの後をついでウィーン大学の植物学の教授となり、何冊かの植物学の本を出版した。
テオフラスタ科の属名Jacquiniaやラン科の種名Jacquiniellaに命名されている。

## ジャカンの著書の画像

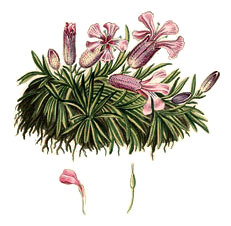
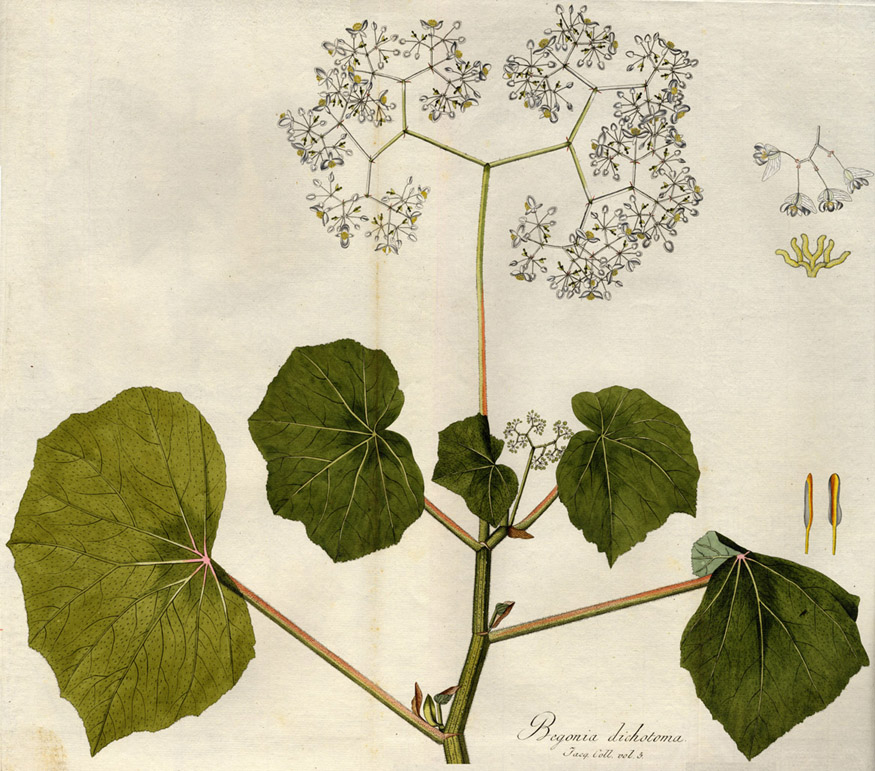
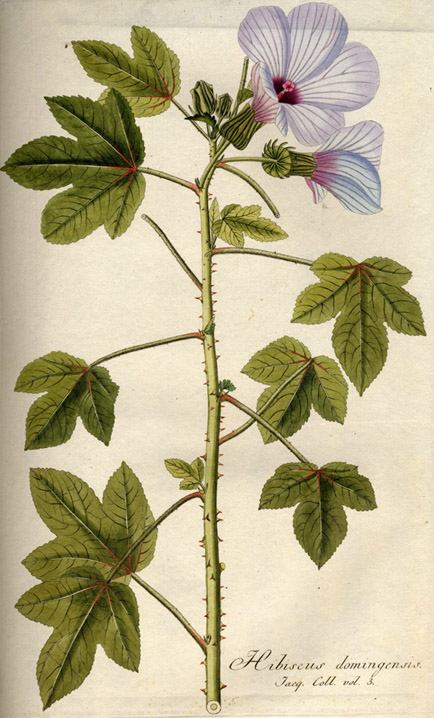
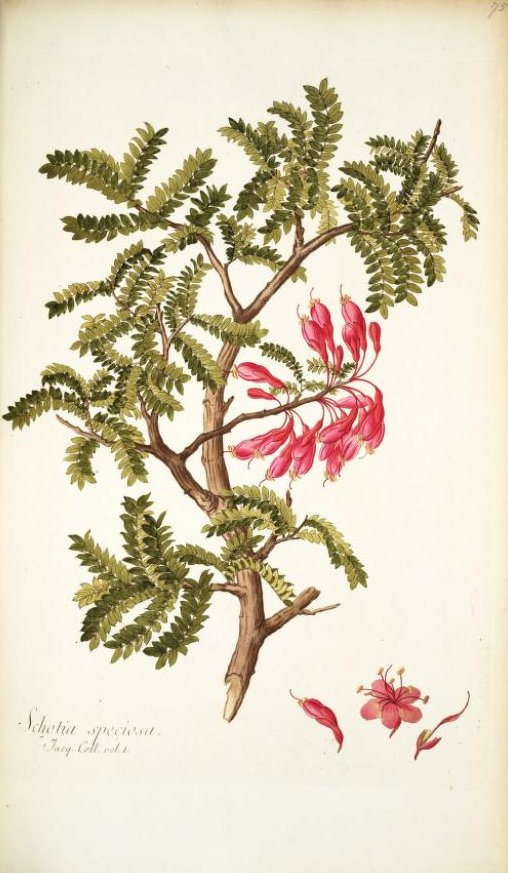

## 著書
- Enumeratio systematica plantarum (1760),
- Enumeratio Stirpium Plerarumque (1762)
- Selectarum Stirpium Americanarum (1763),
- Observationum Botanicarum (part 1 1764, part 2 1767, part 3 1768, part 4 1771)
- Hortus Botanicus Vindobonensis (3 volumes, 1770–1776) 図版はFranz Anton von Scheidel,
- Florae Austriacae (5 volumes, 1773–1778),
- Icones Plantarum Rariorum (3 volumes, 1781–1793),
- Plantarum Rariorum Horti Caesarei Schoenbrunnensis (4 volumes, 1797–1804),
- Fragmenta Botanica 1804–1809 (1809),
- Nicolai Josephi Jacquin collectaneorum supplementum ...
- Oxalis :Monographia iconibus illustrata
- Dreyhundert auserlesene amerikanische Gewächse nach linneischer Ordnung (ヨハネス・ツォルンと共著)